# Bão Harold (2020)
Xoáy thuận nhiệt đới Harold là xoáy thuận nhiệt đới nghiêm trọng Cấp 5 đầu tiên xảy ra ở khu vực Nam Thái Bình Dương kể từ bão Gita vào năm 2018 và cũng là cơn bão nhiệt đới mạnh thứ hai từng ảnh hưởng đến Vanuatu sau bão Pam năm 2015 và Fiji kể từ bão Winston năm 2016. Đây là bão thứ bảy của Mùa bão khu vực Úc 2019-20 và là cơn bão được đặt tên thứ tám, cơn bão nhiệt đới nghiêm trọng thứ tư và là cơn bão nhiệt đới mạnh nhất của Mùa bão Nam Thái Bình Dương 2019-20.
Vào ngày 1 tháng 4, một vùng áp thấp nhiệt đới hình thành ở giữa quần đảo Solomon và bờ biển phía đông Papua New Guinea. Áp thấp nhiệt đới hình thành nhanh chóng khi nó chuyển động theo hướng đông-đông nam trên biển Solomon, phát triển thành dải đối lưu cong chặt. Cục Khí tượng học Úc (Bureau of Meteorology, viết tắt là BOM) sau đó đã nâng cấp vùng áp thấp nhiệt đới thành cơn bão nhiệt đới Cấp 1 và đặt tên là Harold. Hệ thống được chuyển vào khu vực trách nhiệm của cơ quan Dịch vụ Khí tượng Fiji vào ngày 2 tháng 4 và bắt đầu tăng cường bùng nổ vào ngày 3 tháng 4, đạt đến trạng thái Cấp 4 vào ngày 4 tháng 4 trên cả hai quy mô. Ngày hôm sau, nó tiếp tục mạnh lên thành cơn bão nhiệt đới nghiêm trọng Cấp 5, xếp hạng cao nhất trên quy mô của Úc. Nó đã đổ bộ vào Espiritu Santo vào ngày 6 tháng 4. Ngay sau đó, Trung tâm Cảnh báo Bão chung (Joint Typhoon Warning Center, viết tắt là JTWC) đã nâng cấp nó thành một cơn bão tương đương Cấp 5 trên Thang bão Saffir-Simpson. Nó duy trì trạng thái này chỉ trong sáu giờ trước khi bị hạ cấp xuống Cấp 4.

## Lịch sử khí tượng

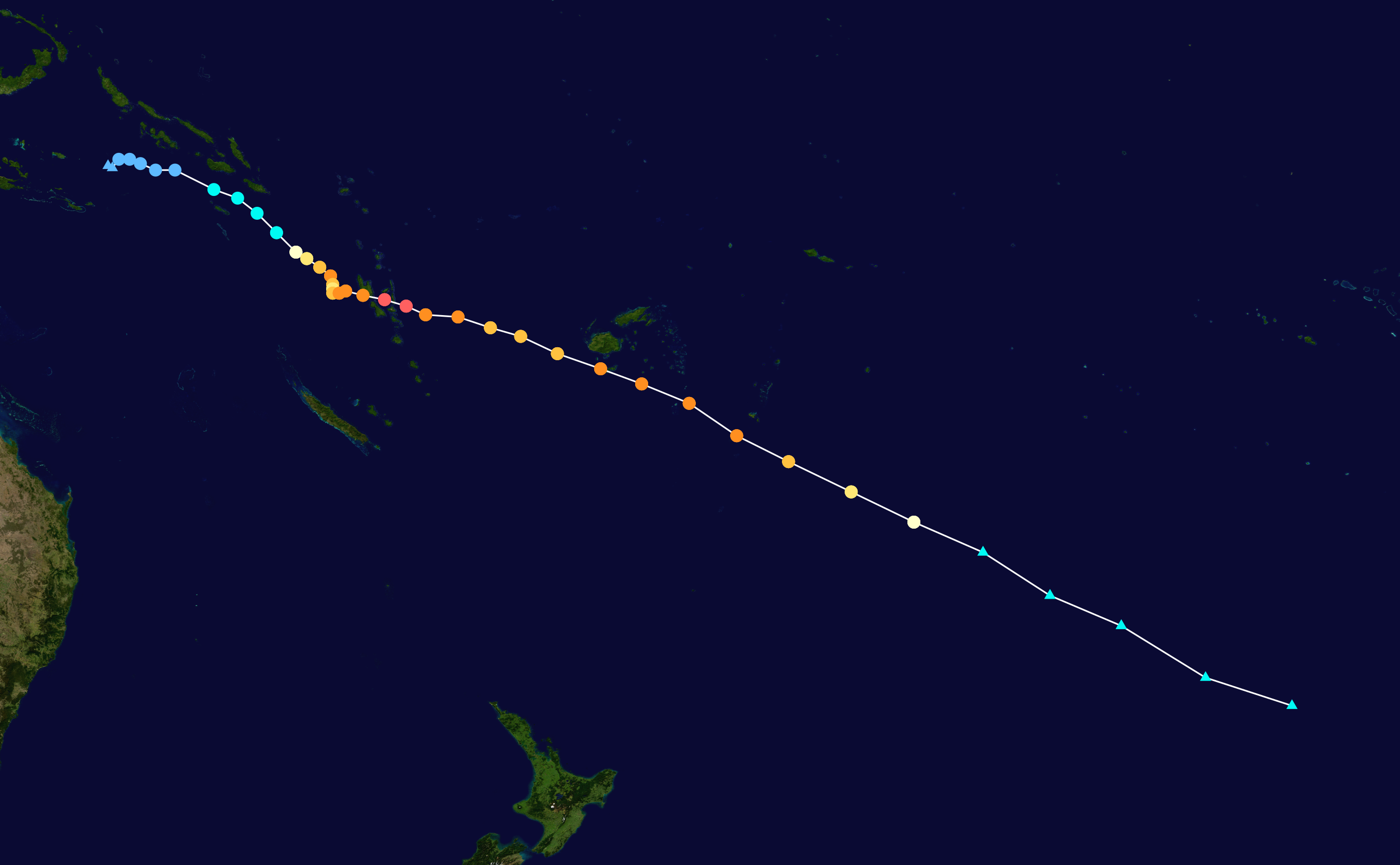
Bản đồ vẽ đường đi và cường độ của cơn bão, theo Thang bão Saffir-Simpson.

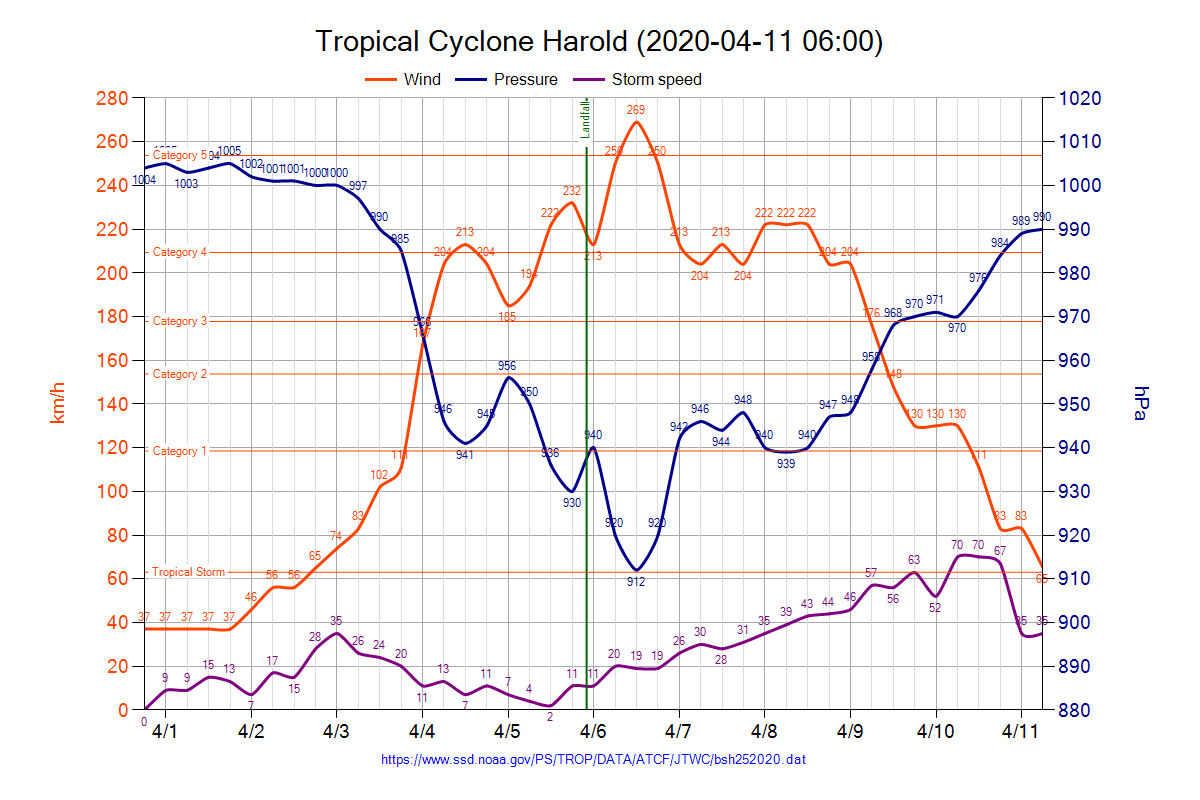

Trong ngày 1 tháng 4, Cục Khí tượng học Úc (BOM) đã báo cáo rằng Áp thấp 12U đã phát triển, dọc theo một máng áp thấp ở phía đông Papua New Guinea. Vào thời điểm này, vùng áp thấp có trung tâm di chuyển ở mức thấp, đối lưu khí quyển rải rác và nằm trong môi trường thuận lợi để phát triển hơn nữa, với dòng chảy hai kênh đang phát triển, gió đứt thẳng đứng thấp và biển ấm có nhiệt độ bề mặt 30 °C (86 °F). Trong ngày hôm đó, áp thấp di chuyển theo hướng đông nam về phía quần đảo Solomon bởi một mức thấp hơn, trước khi nó phát triển nhanh chóng vào ngày hôm sau, với sự đối lưu khí quyển sâu tại trung tâm của nó. Do đó, BOM đã báo cáo rằng hệ thống này đã trở thành một cơn bão nhiệt đới Cấp 1 theo thang cường độ bão nhiệt đới Úc và đặt tên là Harold. Trong ngày hôm đó, hệ thống mới được đặt tên đó tiếp tục được di chuyển về phía đông nam và vượt qua khoảng đường dài 135 km (85 mi) về phía đông nam của Honiara thuộc quần đảo Solomon. Trung tâm Cảnh báo Bão chung Hoa Kỳ (JTWC) cũng giới thiệu các cố vấn về Bão nhiệt đới Harold trong ngày hôm đó và chỉ định nó là Bão nhiệt đới 25P. Hệ thống này sau đó đã vượt 160° Đông và di chuyển ra khỏi khu vực Úc và vào lưu vực Nam Thái Bình Dương, khiến BoM phải chuyển trách nhiệm cảnh báo chính Harold cho Dịch vụ Khí tượng Fiji (FMS).
Trong ngày 3 tháng 4, hệ thống bão bắt đầu phát triển mạnh hơn, nhanh chóng củng cố và phát triển một con mắt trên hình ảnh vi sóng, trong khi di chuyển ra khỏi quần đảo Solomon. Kết quả là, nó được FMS xếp vào loại bão nhiệt đới nghiêm trọng Cấp 3 vào lúc 00:00 UTC ngày 4 tháng 4, sau khi hệ thống đã phát triển một mắt 'lỗ kim'. Vào thời điểm này, Harold nằm cách phía tây bắc Luganville ở Vanuatu khoảng 360 km (225 mi) về phía tây bắc và sự di chuyển về phía đông nam của nó đã chậm lại đáng kể, do sự kéo dài của một vĩ độ ngựa cận nhiệt đới đến cơn bão phía đông. Cuối ngày hôm đó, FMS báo cáo rằng Harold đã trở thành một cơn bão nhiệt đới nghiêm trọng Cấp 4, trong khi lỗ kim của hệ thống bắt đầu trở thành đám mây đầy và ngập chìm vào một khối lớn đối lưu khí quyển. Do đó, JTWC báo cáo rằng Harold đã đạt cực đại với tốc độ gió duy trì trong 1 phút là 215 km/h (130 mph), khiến nó tương đương với cơn bão Cấp 4 trên Thang bão Saffir-Simpson. Đồng thời, FMS dự kiến Harold sẽ tăng cường hơn nữa và trở thành một cơn bão nhiệt đới nghiêm trọng Cấp 5 ở quy mô Úc.
Vào ngày 5 tháng 4, JTWC báo cáo rằng hệ thống đã bắt đầu suy yếu, do sự nóng lên của các đám mây của cơn bão và cấu trúc bị rách của mắt bão. Tuy nhiên, giai đoạn suy yếu này chỉ tồn tại trong thời gian ngắn khi hệ thống bão lấy lại được mắt bão 30 km (20 mi) và một khối u ám đối xứng, sau khi dòng khí áp bên trên vẫn còn mạnh. FMS sau đó đã báo cáo rằng Harold đã trở thành một cơn bão nhiệt đới nghiêm trọng Cấp 5 với sức gió duy trì trong 10 phút là 205 km/h (125 mph). Vào thời điểm này, hệ thống bão nằm ở khoảng 170 km (105 mi) về phía tây Luganville và đang bắt đầu di chuyển hướng về địa cực khi một Vĩ độ ngựa cận nhiệt đới áp suất cao bắt đầu điều khiển lốc xoáy. Harold đã nhanh chóng đổ bộ lên đảo Espiritu Santo ở Vanuatu như một cơn bão nhiệt đới nghiêm trọng Cấp 5 sau ngày hôm đó, sau đó nó càn quét qua một số đảo bao gồm Aore, Tutuba, Malo và Pentecost. Trong ngày 6 tháng 4, khi hệ thống bão bắt đầu di chuyển từ Vanuatu về phía Fiji, JTWC báo cáo rằng hệ thống đã đạt cực đại với tốc độ gió duy trì trong 1 phút là 270 km/h (165 mph), tương đương với cơn bão cấp 5 trên SSHWS. Đồng thời, FMS báo cáo rằng hệ thống đã đạt cực đại với tốc độ gió duy trì trong 10 phút là 220 km/h (140 mph) và áp suất tối thiểu 924 hPa (27,29 inHg).

## Ứng phó và tác động

### Quần đảo Solomon
Sự tiếp cận của bão Harold đã kích hoạt các bản tin về quần đảo Solomon từ Dịch vụ Khí tượng Quần đảo Solomon vào ngày 2 tháng 4. Cơ quan khuyên người dân ở các khu vực dễ bị bão, như những con sông gần bờ biển, di tản đến vùng đất cao hơn. Cơ quan này cũng lưu ý khả năng sạt lở và biển động. Một cảnh báo lốc xoáy đã được áp dụng cho tất cả các đảo vào ngày 3 tháng 4. Lực lượng cảnh sát Hoàng gia Solomon khuyến cáo thận trọng đối với người đi lại và thủy quân lục chiến. Cây đổ và cành cây gãy ở Honiara dẫn đến mất điện trên diện rộng. Bệnh viện giới thiệu quốc gia ở Honiara nằm trong số các tòa nhà bị ảnh hưởng bởi mất điện. Một số cây ngã làm hư hại các tòa nhà và đường giao thông bị chặn. Lượng mưa lớn làm ngập đường cao tốc Kukum ở Honiara. Một dòng nước lớn bởi những cơn mưa đã cuốn trôi một đoạn 3 m (9,8 ft) của một cây cầu nối các phần của tây bắc Guadalcanal với Honiara. Hàng chục gia đình bị buộc rời khỏi nhà của họ ở Guadalcanal. Lũ lụt và cây đổ gây thiệt hại cho các tòa nhà cũng được báo cáo ở tỉnh Rennell và Bellona.
Vào đêm 2 tháng 4, phà MV Taimareho gặp phải những vùng biển gồ ghề và gió giật tới 80 km/h (50 mph) do Harold tạo ra trong Ironbottom Sound khi đang trên đường từ Taivu đến Aiarai ở phía Tây Are'are ở tỉnh Malaita. Con tàu đã được gửi tới những người dân Malaita hồi hương từ Honiara như một biện pháp phòng ngừa trong đại dịch coronavirus đang diễn ra, mặc dù các cảnh báo có hiệu lực khuyên tàu hãy ở lại cảng. Hai mươi bảy trong số 738 hành khách bị sóng đánh dạt và được cho là đã chết; Taimareho sau đó đã lánh nạn ở cảng Su'u ở tỉnh Malaita. Máy bay và tàu được phái đi để tìm kiếm những người sống sót trên một khu vực rộng hơn 1.000 km2 (390 dặm vuông Anh). Những nỗ lực cứu hộ ban đầu bị cản trở bởi các điều kiện khắc nghiệt; một máy bay trực thăng cứu hộ không thể bay khi phi công thứ hai của nó bị cách ly. Hai thi thể được tìm thấy ngoài khơi phía nam của tỉnh Malaita, khoanh vùng khu vực tìm kiếm; Tính đến  ngày 6 tháng 4 năm 2020, six bodies have been recovered. Tính đến ngày 6 tháng 4 năm 2020, sáu thi thể đã được tìm thấy. Ít nhất hai tàu đã bị dạt vào bờ bởi cơn bão. Mưa lớn từ Harold đã cuốn trôi phần lớn đồng bằng ở Guadalcanal, làm giảm diện tích an ninh lương thực. Chính phủ Úc đã quyên góp 60.000 đô la Mỹ cho các quỹ cứu trợ cho Quần đảo Solomon.

### Vanuatu

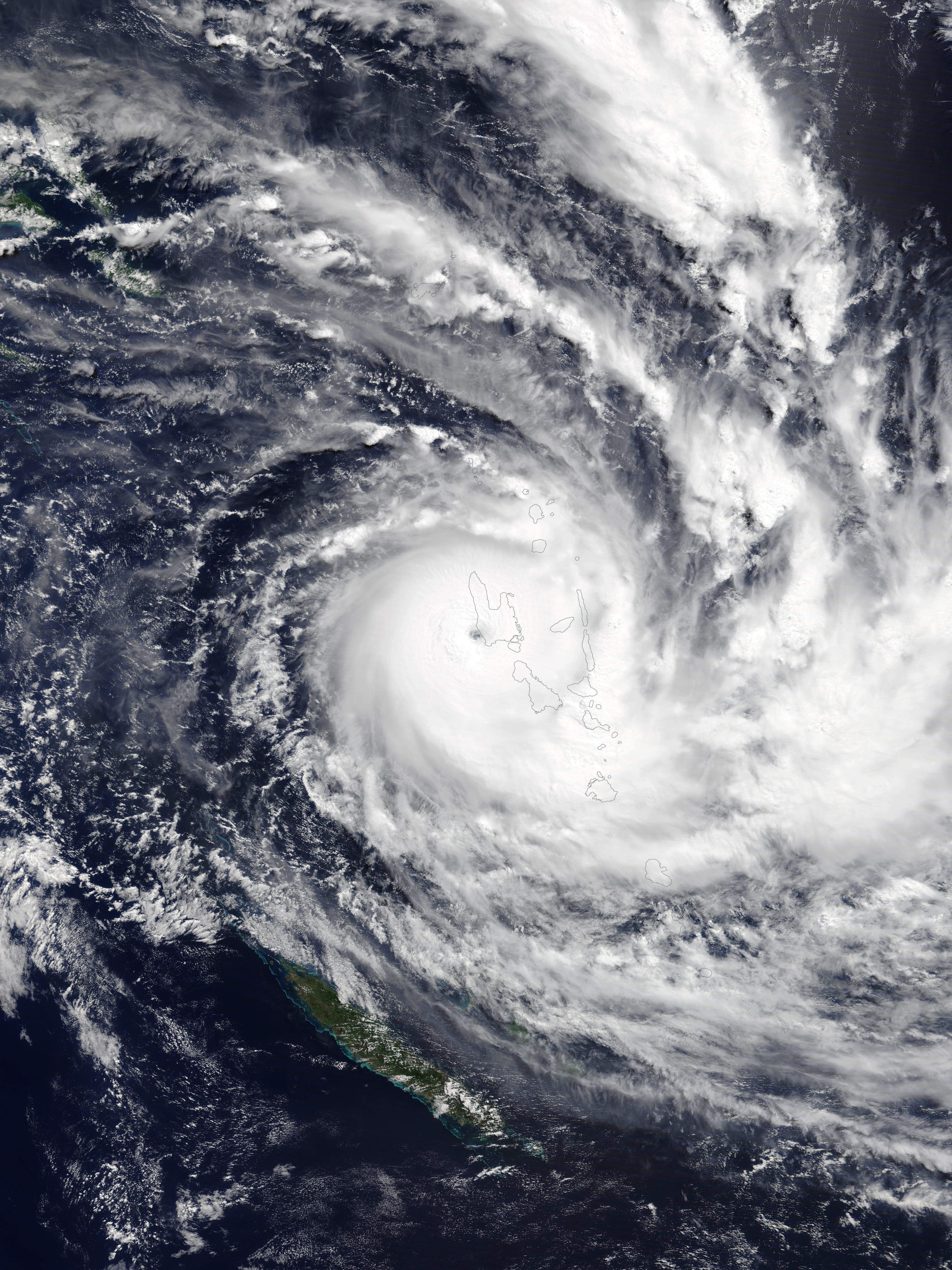
Harold đổ bộ ngày đầu vào Espiritu Santo, ngày 4 tháng 4.

Vào ngày 3 tháng 4, Văn phòng Quản lý Thảm họa Quốc gia Vanuatu (Vanuatu National Disaster Management Office, viết tắt là VNDMO) đã đưa ra một cảnh báo màu vàng cho thấy mối đe dọa của một cơn bão nhiệt đới trong vòng 12 giờ đối với các tỉnh Torba và Sanma ở Vanuatu. Cục Khí tượng và Địa chất Vanuatu cũng đưa ra cảnh báo bão nhiệt đới cho các khu vực này. Cảnh báo màu vàng đã được nâng cấp thành báo động đỏ, là cảnh báo cấp cao nhất ở Vanuatu, vào ngày 4 tháng 4 sau khi nâng cấp Harold thành cơn bão nhiệt đới nghiêm trọng Cấp 3, trong khi cảnh báo màu vàng cũng được phát ra cho các tỉnh Malampa và Penama. Cuối cùng, cảnh báo đỏ bao trùm các tỉnh Malampa, Penama, Sanma và Torba, và một cảnh báo màu vàng cho tỉnh Shefa. VNDMO khuyên tất cả cư dân dưới báo động đỏ nên ở trong nhà. Các hoạt động chuẩn bị COVID-19 đã bị đình chỉ để tạo điều kiện cho việc ứng phó và sơ tán bão Harold. Các hạn chế về đi lại và xã hội liên quan đến đại dịch COVID-19 đã được dỡ bỏ đối với những người tìm kiếm nhà ở và nơi trú ẩn an toàn.
Hàng trăm người sơ tán đến nơi trú ẩn ở Espiritu Santo; truyền thông bị gián đoạn ở các vùng nông thôn khiến việc ước tính trở nên khó khăn, mặc dù một quan chức của Hội Chữ thập đỏ Vanuatu ước tính có tới 1.000 người được đặt trong các trung tâm sơ tán. Vào ngày 5 tháng 4, Hiệp hội Chữ thập đỏ và Trăng lưỡi liềm đỏ quốc tế (IFRC) đã cấp 50.000 CHF từ Quỹ khẩn cấp cứu trợ thiên tai cho Hội chữ thập đỏ Vanuatu để giúp nhân viên và hỗ trợ tốt hơn các nguồn lực trước khi cơn bão đến, huy động hơn một ngàn tình nguyện viên. Ứng phó cơn bão ở Luganville, hàng trăm người đã được đưa đến các trung tâm sơ tán trước cơn bão. Trụ sở tỉnh Torba ở Sola là nơi trú ẩn cho các gia đình. Tổ chức phát triển Oxfam Australia phối hợp với các cơ quan Vanuatuan để phát triển kế hoạch ứng phó bão Harold. Bộ Ngoại giao và Thương mại Úc cũng đã sáng kiến một gói hỗ trợ cho cả Quần đảo Solomon và Vanuatu.
Harold là cơn bão nhiệt đới nghiêm trọng Cấp 5 đầu tiên trên quy mô của Úc tấn công Vanuatu kể từ bão Pam vào năm 2015, mang theo gió giật trên 275 km/h (170 mph) và lượng mưa 250–450 mm (10–18 in). Thông tin liên lạc đã bị mất ở hầu hết các khu vực bị ảnh hưởng, đặc biệt là ở các tỉnh phía bắc của Vanuatu. Công ty viễn thông Vodafone báo cáo mất liên lạc với quần đảo Banks, Espiritu Santo, Malakula và đảo Pentecost. Trước khi đổ bộ, chuyển động khá chậm của cơn bão ở phía tây Vanuatu đã thu hút rất nhiều độ ẩm, dẫn đến lượng mưa lớn. Lũ quét đã buộc người dân phải sơ tán khỏi nhà để đến vùng đất cao hơn ở Espiritu Santo và khiến những con đường bị hư hại ở Penama. Trên đảo Malakula, những dòng sông tràn bờ và những khu vườn ngập nước. Xa hơn về phía nam, Aneityum ghi nhận lượng mưa 166 mm (6,5 in).
Mô hình bão từ Trung tâm nghiên cứu chung của Ủy ban châu Âu đề xuất rằng bão triều dâng lên đến 0,9 m (3,0 ft) ở Vanuatu. Thiệt hại đã lan rộng ở Espiritu Santo nơi Harold lần đầu tiên đổ bộ. Tàu được neo trên đảo ở những vùng vịnh gồ ghề. Tình trạng thiếu nước và mất điện bắt đầu ảnh hưởng đến Luganville, thành phố lớn nhất của Espiritu Santo. Lượng mưa lớn cũng đe dọa ô nhiễm nguồn cung cấp nước của Luganville và cuốn trôi mùa màng và đường xá, đặc biệt là ở các khu vực thấp. Khi cơn bão đổ bộ và di chuyển qua thành phố vào ngày 6 tháng 4, những ngôi nhà bị sập bởi gió và hàng loạt cây bị đổ. Một số tòa nhà đã bị san phẳng bởi cơn bão. Khoảng 50–70  phần trăm các tòa nhà trong thành phố đã bị hư hại; khoảng một nửa số nhà cửa bị thiệt hại đáng kể. Lượng mưa lớn làm ngập đường. Tòa nhà hội đồng thành phố Luganville đã bị phá hủy. Liên lạc với thành phố đã bị gián đoạn sau khi cơn bão quét qua, và thành phố bị cô lập hơn nữa với phần còn lại của Espiritu Santo bởi lũ lụt, đống gạch vụn và lở đất. Các tòa nhà cũng bị phá hủy trên toàn bộ phần còn lại của tỉnh Sanma. Các báo cáo ban đầu cho thấy thiệt hại nghiêm trọng đã xảy ra gần điểm đổ bộ của Harold ở phía tây nam của tỉnh. Phương tiện truyền thông sau đó cho thấy dọc bờ biển Espiritu Santo đã bị phá tan hoang, một số ngôi nhà kiên cố với mái và tường bị xé toạc hoặc sụp đổ. Thiệt hại nặng nề hơn đã được báo cáo ở Pentecost, nơi cơn bão đã đổ bộ lần thứ hai với cường độ cực đại. Toàn bộ ngôi làng đã bị phá hủy. Các cuộc điều tra thiệt hại trên không đã được tiến hành để đánh giá thiệt hại trên đảo. Khoảng một phần ba dân số Vanuatu được cho là đã bị ảnh hưởng bởi cơn bão.
Oxfam Australia đã thành lập một đội ứng phó thảm họa để đánh giá và hỗ trợ khắc phục thiệt hại trên khắp tỉnh Sanma của Vanuatu chỉ vài giờ sau những tác động đầu tiên từ bão Harold, họ cũng tăng gấp đôi viện trợ COVID-19. Bộ phận Cứu trợ trẻ em chuẩn bị các hàng hóa cứu trợ trên đảo để phân phát cho trẻ em bị ảnh hưởng. Hội Chữ thập đỏ Vanautu được tham gia hỗ trợ bởi Hội Chữ thập đỏ từ Fiji và Quần đảo Solomon.

### Fiji

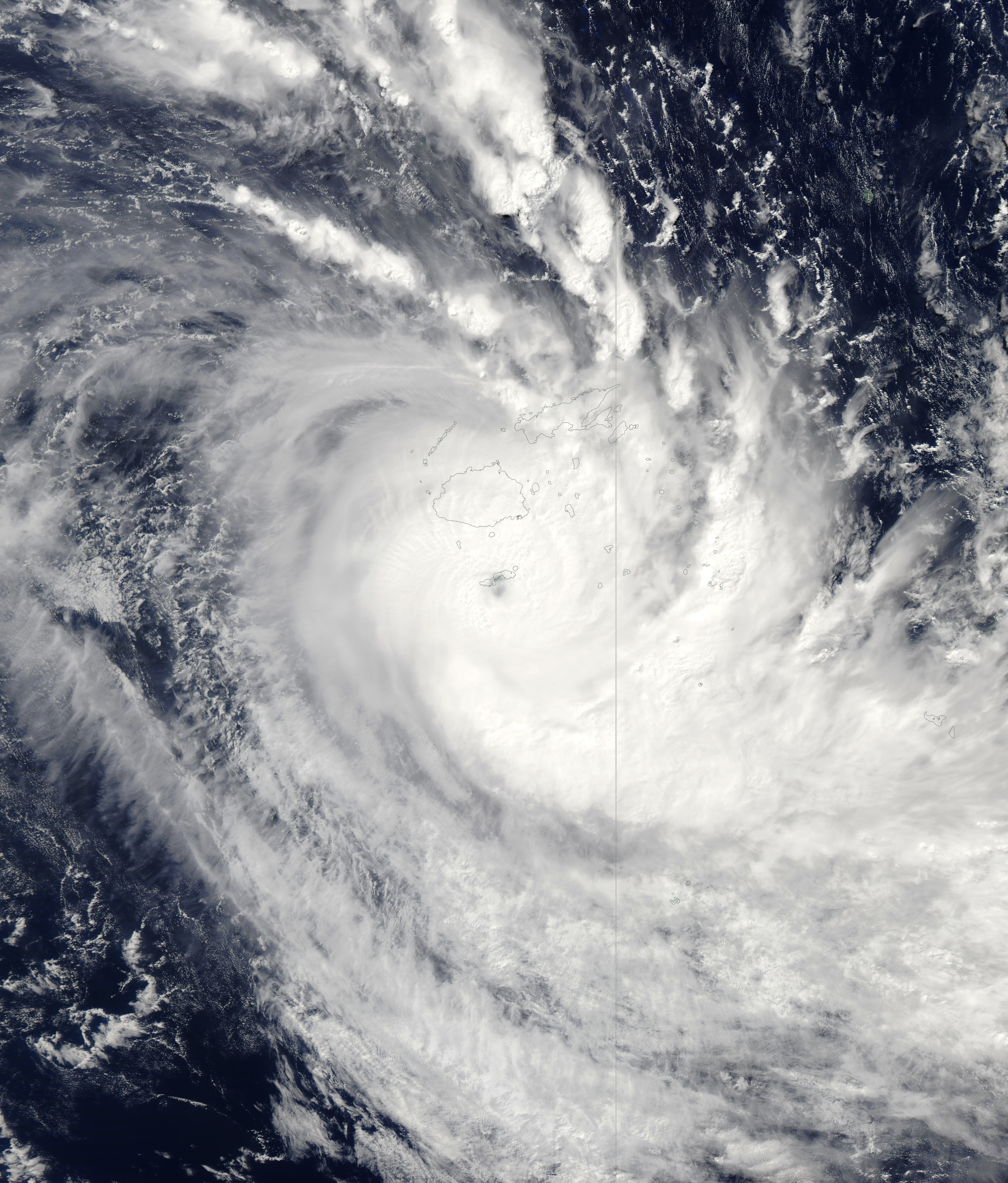
Harold di chuyển càn quét qua Kadavu vào ngày 8 tháng 4.

FMS đã đưa ra cảnh báo mưa lớn trên nửa lãnh thổ phía tây tại Viti Levu, Kadavu, và các đảo Mamanuca và Yasawa vào ngày 6 tháng 4, dự đoán sự xuất hiện của những đợt mưa của bão Harold và hướng đi của nó đến phía nam của Fiji. Cảnh báo bão sau đó đã đặt ở các khu vực đang trải qua cảnh báo mưa lớn, ngoài quần đảo Lomaiviti; cảnh báo mưa lớn đã được mở rộng bao trùm toàn bộ quần đảo Fiji. Cảnh báo cao nhất, cảnh báo bão, đã được thông báo đến Kadavu và Ono-i-Lau vào ngày 7 tháng 4 Văn phòng Quản lý Thảm họa Quốc gia Fiji (FDNMO) đã kích hoạt Trung tâm Điều hành Khẩn cấp của họ để hợp lý hóa việc ứng phó và sơ tán. Trên khắp Fiji, 25 trung tâm sơ tán đã được mở, với 22 ở Khu vực phía Tây và 3 ở Khu trung tâm; ít nhất 2.146 người đã được bố trí nơi trú ẩn trong các trung tâm. Tất cả các trưởng làng và các nhà lãnh đạo cộng đồng được chỉ đạo để sơ tán người dân của họ đến nơi an toàn. Hội đồng tỉnh Kadavu cảnh báo cư dân Kadavu phải tìm kiếm và đến vùng đất cao hơn. Giám đốc Bộ Thủy sản Fiji là Mere Lakeba, khuyên các nông dân nuôi trồng thủy sản nên ngừng làm việc và đưa mọi người của họ cùng tàu di chuyển đến nơi an toàn. Thông quan hàng hải đã bị Cơ quan an toàn hàng hải của Fiji chấm dứt vô thời hạn đối với tất cả các tàu, ngoài việc di tản tàu. Tất cả các văn phòng của Cơ quan Giao thông đường bộ đã bị đóng cửa. Công chức không thiết yếu được hướng dẫn phải ở nhà. Vào ngày 7 tháng 4, Fiji Airways đã chuyển một số máy bay lớn hơn của họ đến New Zealand để giảm thiểu thiệt hại. Một chuyến bay khác của hãng hàng không Fiji mang theo người di tản đã khởi hành đến Hoa Kỳ.
Sáng sớm ngày 7 tháng 4, dân làng trong các đảo Malolo và quần đảo Yasawa bắt đầu cảm thấy một số ảnh hưởng xuất hiện từ cơn bão, bao gồm gió giật, lũ lụt ven biển mức vừa phải và nước dâng do bão. Turaga-ni-Koro khuyên tất cả dân làng trên đảo Malolo ở lại sâu bên trong đảo và duy trì cảnh báo bất cứ lúc nào trong suốt cả ngày. Lượng mưa lớn đã làm ngập lụt một số cộng đồng dân cư trên khắp Fiji; cảnh báo lũ quét bao trùm tất cả các khu vực trũng thấp và lưu vực sông trong cả nước. Một phần của thị trấn Ba và hai ngôi làng bị ngập lụt. Các trạm kiểm soát của cảnh sát được thành lập để hạn chế việc đi lại đến Ba do lũ lụt lan rộng dọc theo sông Ba và những con lạch gần đó. Gần một trăm ngôi nhà ở Qauia, Lami bị ảnh hưởng bởi lũ lụt. Đường bộ bị chặn bởi những cây xanh ngã đổ, nước lũ và lở đất. Ở Viti Levu, sông Nasivi tràn bờ, nhấn chìm một đường cao tốc và một cây cầu. Đoạn đường cao tốc của Nữ hoàng và Vua (Queens and Kings highways) đã bị đóng cửa do nhiều vật cản. Chín ngôi nhà bị san bằng ở tỉnh Tailevu khiến nhiều người bị thương. Ở Nadi, sức gió đạt 95 km/h (60 mph) và điện bị mất. Mất điện xuất phát từ việc hỏng cột điện và đường dây gây ảnh hưởng Trung tâm và Miền Tây. Những ngôi nhà ở Sigatoka bị hư hại do gió mạnh và hầu hết thành phố bị mất điện. Một cơn lốc xoáy đã tấn công Nausori vào sáng ngày 8 tháng 4, những ngôi nhà bị bay mái che, nhổ bật cây cối và làm đổ cột điện; mười lăm ngôi nhà bị hư hỏng nặng. Bảy ngôi nhà và một ngôi trường ở một nơi khác tại Nakasi bị hư hại. Các khu vực trũng thấp của Suva dọc theo bờ biển bị ngập. Mưa lớn và gió mạnh kéo dài vào Phân khu phía Bắc làm đổ cây và biển báo.

### Tonga
Trung tâm cảnh báo Bão nhiệt đới Fua'amotu ở Tonga đã được khởi động vào ngày 7 tháng 4 để theo dõi dự báo bão Harold đang đi vào vùng biển Tongan trong vòng hai ngày.